# 이와마사 다이키
이와마사 다이키(일본어: 岩政 大樹, 1982년 1월 30일 ~ )는 일본의 전 축구 선수이다.

## 경력

### 구단 경력
도쿄 학예 대학 시절, 대구광역시에서 열린 2003년 하계 유니버시아드 대회에 일본 대학 대표팀으로 참가하였다. 이후 가시마 앤틀러스에 입단하였으며 데뷔 시즌엔 18경기에 출장하였고, 2번째 시즌부터는 주전 자리를 확보하여 가시마의 수비를 이끌었다. 가시마가 리그 3연패를 거두는 데 중요한 역할을 하였으며, 2008년과 2009년엔 J리그 시즌 베스트 11에 선정되기도 하였다.

### 국가대표팀 경력
그는 2009년 10월 10일 스코틀랜드과의 경기에서 일본 국가대표팀에 데뷔했다. 2010년 5월에 발표된 2010년 FIFA 월드컵 국가대표팀 최종 엔트리 23인에 포함되었다. 2011년 AFC 아시안컵에도 출전, 우승에 기여했다. 그는 2011년까지 국제 A매치 통산 8경기에 출전했다.

## 통계
| 일본 | 일본 | 일본 |
| 연도 | 출전 | 득점 |
| ---- | ---- | ---- |
| 2009 | 1    | 0    |
| 2010 | 3    | 0    |
| 2011 | 4    | 0    |
| 통산 | 8    | 0    |